# Gmina Wydminy
Die Gmina Wydminy [vɨdˈminɨ] ist eine Landgemeinde im Powiat Giżycki der Woiwodschaft Ermland-Masuren in Polen. Ihr Sitz ist das gleichnamige Dorf (deutsch Widminnen) mit etwa 2350 Einwohnern.

## Geographie

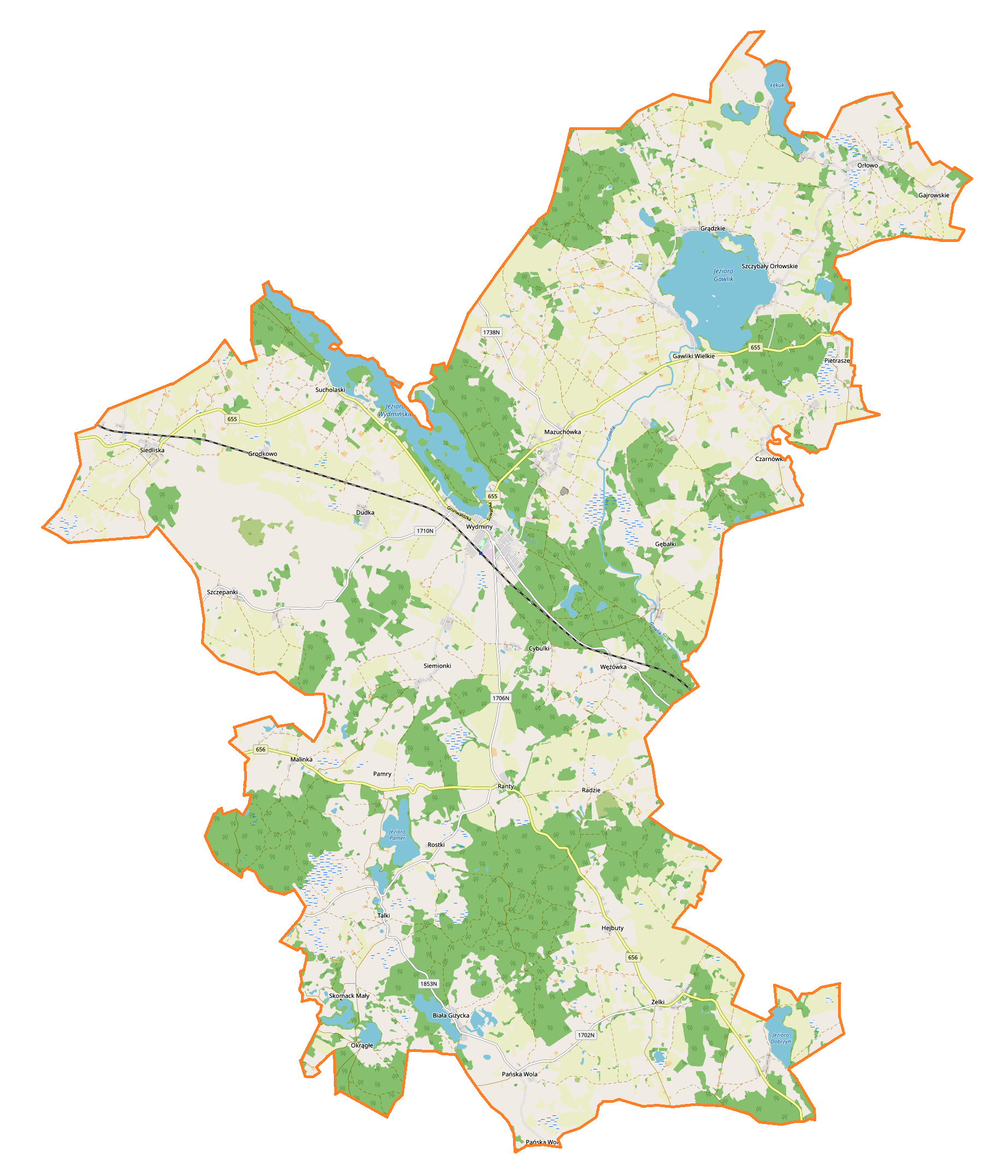
Karte der Gemeinde

Die Gemeinde liegt im Osten der Woiwodschaft im ehemaligen Ostpreußen. Die Kreisstadt Giżycko (Lötzen) liegt etwa zehn Kilometer nordwestlich. Nachbargemeinden sind im Powiat Olecki Świętajno im Osten, im Powiat Ełcki Stare Juchy im Südosten, im Powiat Piski Orzysz im Süden sowie im Powiat Giżycki Miłki im Südwesten, Giżycko im Westen und Kruklanki im Nordwesten.
Das Gebiet der Gemeinde gehört zur Masurischen Seenplatte. Es gibt mehr als 20 größere und kleinere Seen. Der Gawlik im Westen des Gebiets ist mit etwa 417 Hektar der größte von ihnen vor dem Jezioro Wydmińskie (Widminner See) mit 335 Hektar. Die Gemeinde hat eine Fläche von 233,46 km², die zu 61 Prozent land- und zu 20 Prozent forstwirtschaftlich genutzt werden.

## Geschichte
Die Gemeinde wurde 1973 wieder gegründet, nachdem ihr Gebiet von 1954 bis 1972 in Gromadas aufgeteilt war. Das Gemeindegebiet gehörte von 1946 bis 1975 zur Woiwodschaft Olsztyn und anschließend bis 1998 zur Woiwodschaft Suwałki. Zum 1. Januar 1999 kam die Gemeinde wieder zum Powiat Giżycki und zur Woiwodschaft Ermland-Masuren, die neu gebildet wurde und dem polnischen Teil der ehemaligen Provinz Ostpreußen entspricht. – Wydminy erhielt 1945 kurzzeitig die Stadtrechte.

## Religion
Im Gemeindegebiet gibt es drei römisch-katholische Pfarrkirchen mit zwei Filialkirchen: Wydminy und Orłowo (Orlowen) sowie Zelki (Neuhoff) mit Gawliki Wielkie (Groß Gablick) und Talki (Talken).
In Wydminy bestehen ein Zentrum der griechisch-katholischen Kirche und ein kleines Gottesdienstgebäude der evangelisch-augsburgischen Kirche.

## Gliederung
Die Landgemeinde Wydminy besteht aus 28 Dörfern (deutsche Namen amtlich bis 1945) mit Schulzenamt (sołectwo):

### Sołectwa
- Berkowo (Berghof)
- Biała Giżycka (Adlig Bialla, 1938–1945 Bleichenau)
- Cybulki (Czybulken, 1938–1945 Richtenfeld)
- Czarnówka (Czarnowken, 1938–1945 Grundensee)
- Dudka (Schraderswert)
- Gajrowskie (Friedrichsheyde, 1938–1945 Friedrichsheide)
- Gawliki Małe (Klein Gablick)
- Gawliki Wielkie (Groß Gablick)
- Grądzkie (Grondzken, 1938–1945 Funken)
- Hejbuty (Heybutten)
- Malinka (Mallinken, 1930–1945 Birkfelde)
- Mazuchówka (Masuchowken, 1936–1945 Rodental (Ostpr.))
- Okrągłe (Okrongeln, 1938–1945 Schwansee)
- Orłowo (Orlowen, 1938–1945 Adlersdorf)
- Pamry (Pammern)
- Pańska Wola (Adlig Wolla, 1938–1945 Freihausen)
- Pietrasze (Pietraschen, 1938–1945 Petersgrund)
- Radzie (Radzien, 1938–1945 Königsfließ)
- Ranty (Ranten)
- Siedliska (Schedlisken, 1938–1945 Dankfelde)
- Siemionki (Schemionken, 1928–1945 Bergwalde)
- Sucholaski (Sucholasken, 1935–1945 Rauschenwalde)
- Szczepanki (Sczepanken, 1938–1945 Tiefen)
- Szczybały Orłowskie (Sczyballen, 1938–1945 Lorenzhall)
- Talki (Talken)
- Wężówka (Wensowken, 1938–1945 Großbalzhöfen)
- Wydminy (Widminnen)
- Zelki (Neuhoff)

### Kleinere Ortschaften
Weiler die den Schulzenämtern zugeordnet sind:
- Gajlówka (Gaylowken, 1938–1945 Gailau)
- Gębałki (Gembalken)
- Grodkowo (Maxhof)
- Krzywe (Krzywen (Sodrest), 1938–1945 Kriewen)
- Łękuk Mały (Klein Lenkuk)
- Pańska Wola (osada)
- Rostki (Rostken)
- Róg Orłowski (Rhog, 1938–1945 Klein Lenkuk)
- Skomack Mały (Klein Skomatzko, 1938–1945 Skomand)

## Verkehr
Die Woiwodschaftsstraße DW655 führt durch den Norden der Gemeinde und ihren Hauptort über Olecko (Marggrabowa – Oletzko) nach Suwałki in der Woiwodschaft Podlachien. Die DW656 verläuft über Ranty (Ranten) im Süden der Gemeinde nach Ełk (Lyck).
Bahnstationen an der Bahnstrecke Korsze–Białystok sind der Bahnhof Wydminy und der Haltepunkt Siedliska (Schedlisken/Dankfelde).
Der nächste internationale Flughafen ist Danzig.